# جون جي. تايلور
جون جي. تايلور هو سياسي أمريكي، ولد في 9 أبريل 1955 في فيلادلفيا في الولايات المتحدة. نشط حزبياً في الحزب الجمهوري. وقد انتخب عضو مجلس نواب بنسيلفانيا ‏.

## وصلات خارجية
- الموقع الرسمي